# コルネリス・クラース・ファン・ウィーリンゲン

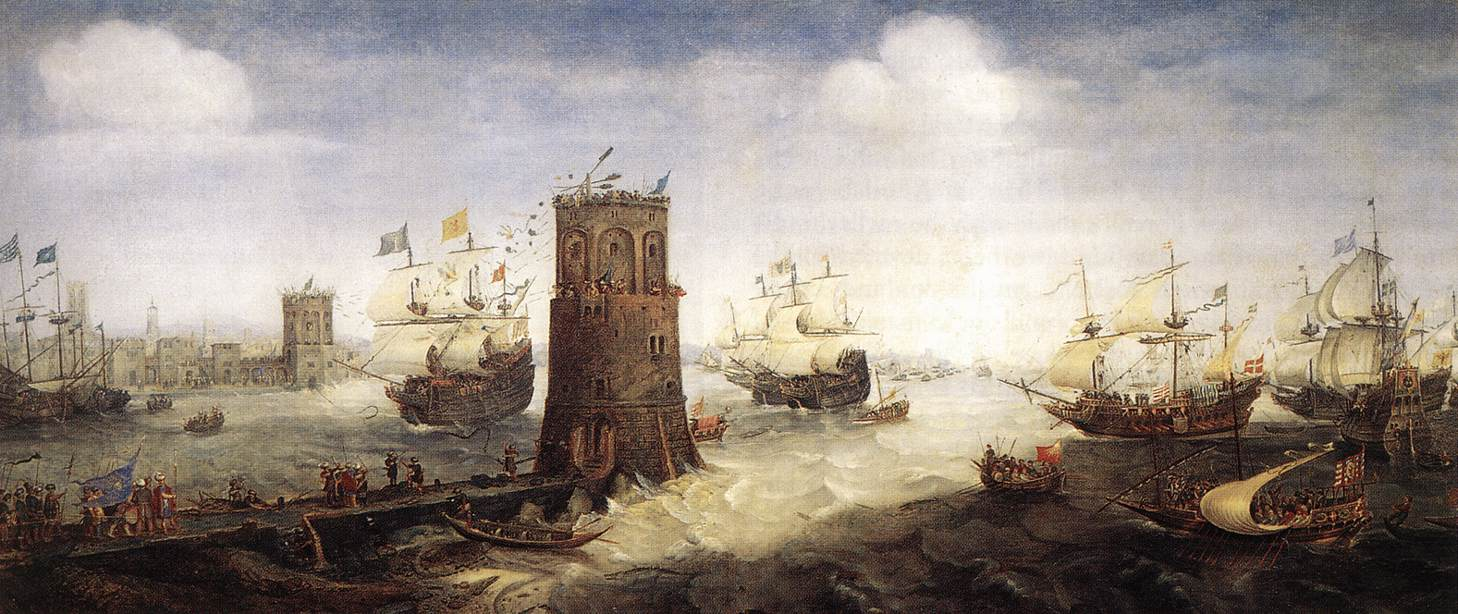
第5回十字軍中のダミエッタ包囲戦で敵の張った防鎖を強行突破するハールレムの艦船。コルネリス・クラース・ファン・ウィーリンゲン画

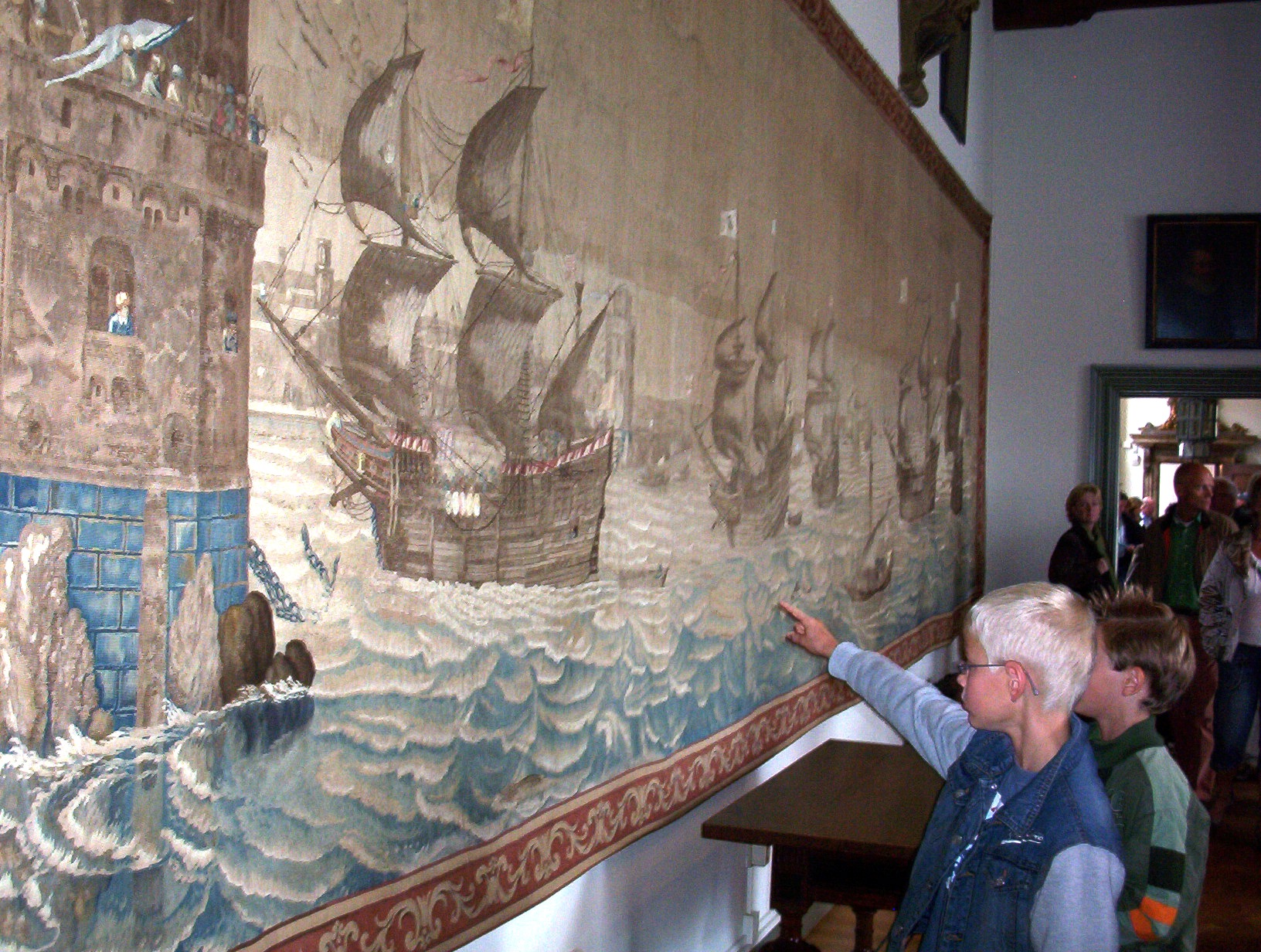
上掲の絵をファン・ウィーリンゲン自身が1629年に翻案して制作したタペストリー。17世紀に制作された最大級のタペストリーで、何世紀もわたりハールレムの子どもたちを魅了している。

コルネリス・クラースゾーン・ファン・ウィーリンゲン（オランダ語：Cornelis Claesz van Wieringen、1576年ごろ - 1633年12月29日）は、オランダ黄金時代の画家。

## 生涯
ファン・ウィーリンゲンはハールレムで船長の息子として生まれ、ヘンドリック・ホルツィウスやコルネリス・ファン・ハールレムら友人たちとともに素描、油彩、銅版画にいそしんだ。また彼は1597年にハールレムの聖ルカ組合に参加し、その中心的な役割を担った。
ファン・ウィーリンゲンは特に艦船や海戦の絵を得意とし、ハールレムやアムステルダムの市議会から注文を受けた。彼の代表作は、ハールレムのダミアーチェス伝説を題材とした作品である。これは第5回十字軍がエジプトのダミエッタを攻撃した際、ハールレムの艦船が果敢に突撃して防鎖を破り、イスラーム勢力に対する勝利を決定的にした、というものである。この絵は非常に好評を博して、タペストリーの形で再注文されるほどであった。この作品は横10.75メートル、縦2.40メートルにおよぶ、17世紀最大のタペストリーとなった。現在、両方の作品はフランス・ハルス美術館の所蔵品となっている。
ハールレム市のアーカイブは、1629年にファン・ウィーリンゲンにタペストリーを注文した記録を現在に至るまで保存している。このタペストリーはハールレム市役所の会議室にかけられており、年に一度ヨーロッパ文化遺産の日に一般公開されている。